# ФК Борац Шамац
ФК Борац је фудбалски клуб из Шамца, Република Српска, који се тренутно такмичи у Другој лиги Републике Српске.

## Историја
Клуб је основан 1919. године под именом Босанац.
1950. године био је међу 15 најбољих клубова у СР БиХ. Четири пута је играо у квалификацијама за улазак у виши ранг такмичења. Било је то: 1950, 1964, 1969, и 1976. године. Тим Борца је два пута играо у 1/16 финала Купа Југославије. Годинама је шамачки тим играо у Јединственој и Регионалним лигама бивше СР БиХ у којима је увијек имао запажену улогу.
Фудбалери Борца су учествовали у првенству РС, најприје у такмичењу на подручју ПОР Добој, потом у Првој лиги Републике Српске до 2000. године. Услиједила је селидба у нижи ранг такмичења – у Другу лигу, а у сезони 2001/02. и у трећи степен такмичења. Јединствену регионалну лигу ПОР Добој и брз повратак међу друголигаше.
У Купу Републике Српске 1997. Борац је стигао до четвртфинала, а 2004. до осмине финала.
У сезони 2005/06. у Другој лиги Републике Српске Центар Борац је освојио прво мјесто и пласирао се у елитну лигу Републике Српске.
У сезони 2007/08. Борац је био на зачељу табеле, али је успио да остане у Првој лиги.

## Успјеси
- Друга лига Републике Српске у фудбалу — Центар 2005/06. (шампион)
- Друга лига Републике Српске у фудбалу — Запад 2011/12. (шампион)[1]

## Тренутни састав
- Душан Бијелић
- Маријан Маслић
- Милош Илић
- Рајко Ђурић
- Петар Марчета
- Стојан Станковић
- Јанко Дујмушић
- Зоран Перић
- Перица Мићић